# دیونیسیوس کاسداگلیس
دیونیسیوس کاسداگلیس (یونانی: Διονύσιος؛ ۱۰ اکتبر ۱۸۷۲ – ۱ ژانویه ۱۹۳۱) یا دیمیتریوس کاسداگلیس یک تنیس‌باز اهل یونان - مصر بود.
از افتخارات وی میتوان به کسب مدال نقره تنیس انفرادی و دو نفره در بازی‌های المپیک تابستانی ۱۸۹۶ اشاره کرد.